# Géorgie aux Jeux olympiques d'hiver de 2010
Cet article contient des informations sur la participation et les résultats de la Georgie aux Jeux olympiques d'hiver de 2010 à Vancouver au Canada.

## Cérémonies d'ouverture et de clôture

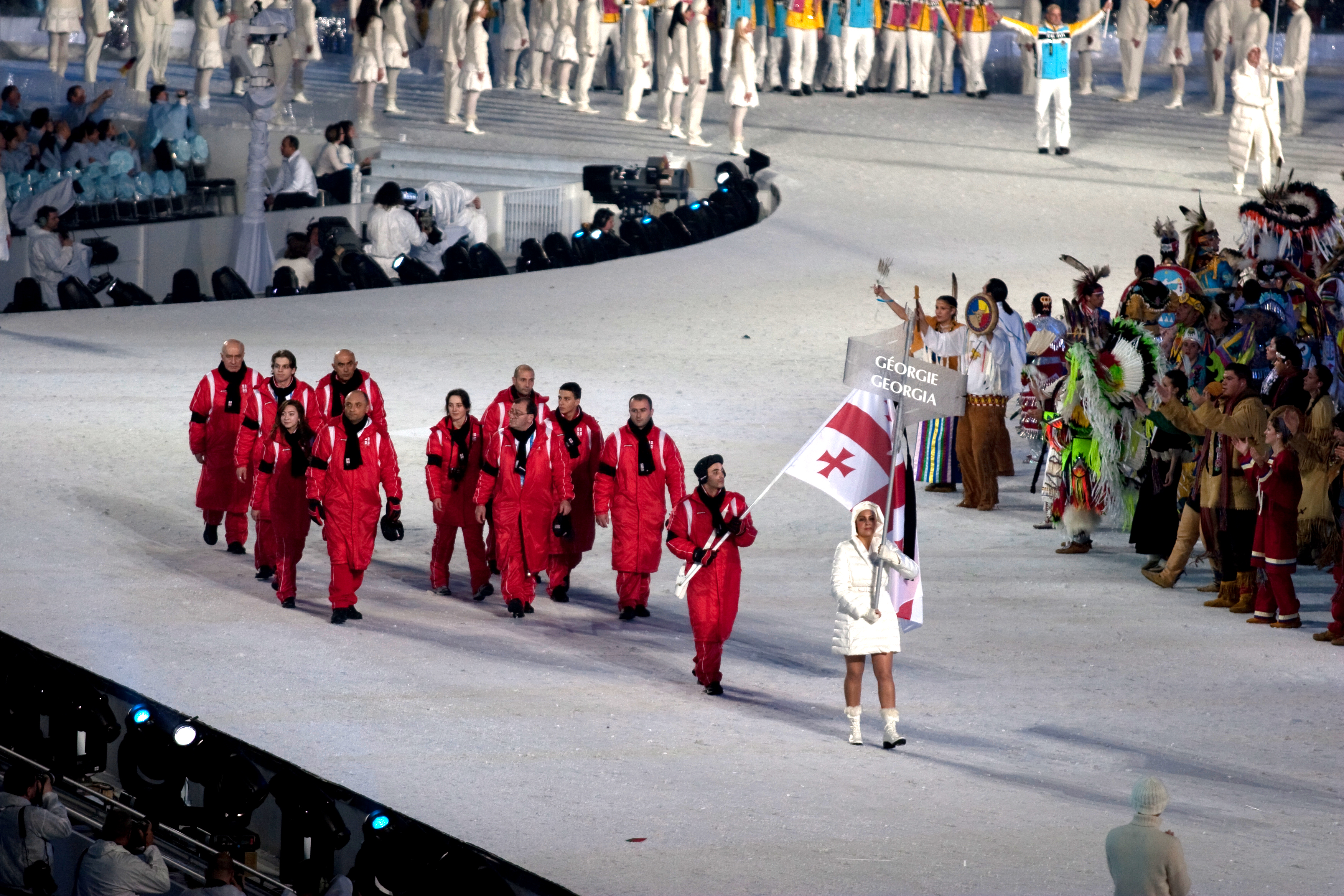
Entrée de la délégation géorgienne lors de la cérémonie d'ouverture.

Comme cela est de coutume, la Grèce, berceau des Jeux olympiques, ouvre le défilé des nations, tandis que le Canada, en tant que pays organisateur, ferme la marche. Les autres pays défilent par ordre alphabétique. La Géorgie est la 73e des 82 délégations à entrer dans le BC Place Stadium de Vancouver au cours du défilé des nations durant la cérémonie d'ouverture, après l'Afrique du Sud et avant la Suède. Cette cérémonie est dédiée au lugeur Nodar Kumaritashvili, membre de la délégation géorgienne mort la veille après une sortie de piste durant un entraînement. Le porte-drapeau du pays est le skieur alpin Iason Abramashvili.
Lors de la cérémonie de clôture qui se déroule également au BC Place Stadium, les porte-drapeaux des différentes délégations entrent ensemble dans le stade olympique et forment un cercle autour du chaudron abritant la flamme olympique. Le drapeau géorgien est alors porté par la patineuse artistique Elene Gedevanishvili.

## Engagés par sport

### Ski alpin
- Iason Abramashvili
- Nino Tsiklauri
- Alex Benianidze[5]
- Dimitri Gedevanishvili[5]
- Jaba Gelashvili[5]
- Vakhtang Tediashvili[5]
- Kote Vakhtangishvili[5]

### Patinage artistique
- Elene Gedevanishvili
- Allison Reed / Otar Japaridze

### Luge
- Levan Gureshidze
- Nodar Kumaritashvili (qualifié, mais décédé le 12 février durant un entraînement)

## Accident
Le 12 février, durant un entraînement Nodar Kumaritashvili sort violemment de la piste de luge de Whistler et heurte un poteau métallique. L'athlète décède des suites de ses blessures. La délégation géorgienne, après avoir envisagé son retrait des jeux olympiques, décide finalement de poursuivre les épreuves,.

## Diffusion des Jeux en Géorgie
Les Géorgiens peuvent suivre les épreuves olympiques en regardant les chaînes de la Radio télévision publique géorgienne (GPB), ainsi que sur le câble et le satellite sur Eurosport. Eurosport et Eurovision permettent d'assurer la couverture médiatique géorgienne sur Internet.